# Cube (曲)
「Cube」（キューブ）は、日本のシンガーソングライター星野源の楽曲。2021年（令和3年）10月18日にSPEEDSTAR RECORDSより配信限定シングルとしてリリースされた。松竹配給映画『CUBE 一度入ったら、最後』の主題歌として書き下された楽曲。

## 背景と制作
2021年（令和3年）9月15日に、星野源が『CUBE 一度入ったら、最後』の主題歌を担当することが発表され、同年10月11日に配信限定シングルとして2021年10月18日にリリースされる事が発表された。

星野は楽曲制作の経緯について、「こういうジャンルの映画の主題歌をオファーしてもらったことで今まで足を踏み入れたことのない場所に行くきっかけをもらえるんじゃないかと思った」と述べた。同映画のオリジナル作品『CUBE』を観たときに感じた「怖さ」「社会や人間に対する強い怒りみたいなもの」を元に制作を始めたという。ビートのイメージは「腕が6本あって足が4本ある人」が叩くドラムで、「オルガン奏者も手が4本ぐらいあるイメージ」だという。また共同編曲として「創造」「不思議」に続いてmabanuaが参加している。
「ドラムとベースとオルガン、あとエレキギターがいるぐらいのミニマムな編成のバンドがプログレッシヴな演奏をかなり狂気的にやるっていう。そのイメージと僕が映画の世界観から受け取った憤りや怒りが一致していった感じですね。よし、これでいこうって。」—星野源、リアルサウンドでのインタビュー
その後に発売されたオリジナルアルバム『Gen』には未収録となっている。

## 音楽性と歌詞
本作は過激で前衛的なビートとオルガン、ベースを軸にしたアンサンブルが特徴的な楽曲である。またドラマチックな展開をみせるビート・メイクも本楽曲の特色であり、ドラムンベースとスピーディなスリップを融合させたようなビートで楽曲の幕を開けると、サビではハーフ・タイムに移行。2番へのブリッジではいわゆる2ビート系の疾走感あるフィールや8ビートを織り交ぜている。そしてラストのサビではメロディのリズムにユニゾンした半ばフリー・パートのような一節を経て2ビートで駆け抜ける。
星野によると本曲の歌詞は「映画の物語の世界とシアター、そこからさらに劇場の外、言ってみれば日常生活をシームレスにつなぐ歌詞」「虚構と現実の境界線を曖昧にする歌詞」で「ある意味ではメタ的に映画体験そのものを歌っている歌詞」である。

## チャート成績
本楽曲は、2021年10月27日公開（集計期間：2021年10月18日～10月24日）のビルボード・ジャパンソングスチャートにて、初週17,558DLでダウンロード2位、ストリーミング77位、ラジオ1位、Twitter 14位、動画再生42位を記録し、総合チャート「JAPAN HOT 100」4位に初登場した。

## 収録曲と規格
| 作詞・作曲・編曲：星野源 |           |      |            |      |
| #                        | タイトル  | 作詞 | 作曲・編曲 | 時間 |
| 1.                       | 「Cube」  |      |            | 3:25 |
| 合計時間:                | 合計時間: | 3:25 |            |      |

## ミュージックビデオ
2021年10月20日にYouTubeにてミュージック・ビデオがプレミア公開された。MVのディレクションは、「SUN」「恋」「ドラえもん」の映像や星野のコンサートツアーなどの振り付けなどで振付・演出を務めてきたMIKIKOが担当。上記映画出演の菅田将暉が出演している。

## 参加ミュージシャン
- 星野源 : Vocal, Chorus, Organ, Handclap, Programming
- mabanua : Electric Bass, Organ, Programming
- 櫻田泰啓 : Organ
- 長岡亮介 : Electric Guitar, Chorus, Handclap
- スタッフ
  - Co-Arrangement：mabanua
  - Chorus Arrangement：長岡亮介
  - Analog Synthesizer Manipulator：本澤尚之
  - Recorded by 渡辺省二郎, 中内茂治, 斎田崇
  - Assisted by 飯村大貴, 後藤哲
  - Mixed by 渡辺省二郎
  - Mastered by 内田孝弘 at FLAIR MASTERING WORKS, TOKYO 2021